# One Step at a Time
One Step at a Time je druhé sólové studiové album anglického rockového kytaristy a zpěváka Francise Rossiho, známého především jako člena skupiny Status Quo. Na albu se také objevila skladba od skupiny Status Quo s názvem „Caroline“. Album vyšlo v květnu roku 2010.

## Seznam skladeb
| Pořadí | Název                 | Autor                         | Délka |
| ------ | --------------------- | ----------------------------- | ----- |
| 1.     | Sleeping On The Job   | Rossi, Young                  | 3:23  |
| 2.     | Tallulah's Waiting    | Rossi, Young                  | 3:41  |
| 3.     | Crazy For You         | Rossi, Young                  | 3:41  |
| 4.     | One Step At A Time    | Rossi, Johnson                | 3:50  |
| 5.     | Here I Go             | Rossi, Johnson                | 3:09  |
| 6.     | Faded Memory          | Rossi, Young                  | 2:59  |
| 7.     | Strike Like Lightning | Rossi, Young                  | 3:13  |
| 8.     | Rolling Down The Road | Nicholas Rossi, Francis Rossi | 3:12  |
| 9.     | Caroline              | Rossi, Young                  | 4:04  |
| 10.    | If You Believe        | Rossi, Young                  | 3:47  |